# سیلویا تالایا
 سیلویا تالایا (انگلیسی: Silvija Talaja؛ زادهٔ ۱۴ ژانویهٔ ۱۹۷۸) یک تنیس‌باز اهل کرواسی است.